# 雷德萊克福爾斯鎮區 (明尼蘇達州紅湖縣)
雷德萊克福爾斯鎮區（英語：Red Lake Falls Township）是位於美國明尼蘇達州紅湖縣的一個行政鎮區。

## 地方資料
雷德萊克福爾斯鎮區的面積為88.12平方千米，當中陸地面積為88.03平方千米，而水域面積為0.09平方千米。根據2020年美國人口普查的數據，當地共有人口192人，而人口密度為每平方千米2.18人。